# Lionel Pizzinat
Lionel Pizzinat (* 9. August 1977) ist ein ehemaliger Schweizer Fussballspieler, der lange für den Servette FC Genève in der Raiffeisen Super League und in der Challenge League gespielt hat.

## Karriere
Zum ersten Mal lief der defensive Mittelfeldspieler in der Spielzeit 1995/1996 für die Grenats auf. Seine damaligen Mitspieler waren illustre Namen wie Patrick Müller, Oliver Neuville oder David Sesa. 
Nach einem halbjährigen Lausanne-Abenteuer um die Jahrtausendwende zog es „Pizz“ nach Italien, wo er für Bari, Hellas Verona und Venezia auflaufen durfte.
Als 2005 der Pleitegeier über dem Servette FC Genève kreiste, kehrte Pizzinat zu dem Klub zurück, der ihn gross raus brachte. Pizzinat war von da an, über Jahre hinweg, ein fester und essenzieller Bestandteil des Servette-Spiels und musste erst in der Saison 2012/2013 verletzungsbedingt etwas kürzertreten.
Insgesamt stand der langjährige Servette-Kapitän in 320 Meisterschaftsspielen für den Servette FC auf dem Feld. 
Der zweifache Familienvater arbeitet nach seinem Karriereende bei dem Reisebüro weiter, das ihn bereits seit einigen Jahren nebenberuflich mitarbeiten lässt. 2016 kehrte er zum Servette FC zurück, wo er von nun an als Teammanager fungierte.

## Erfolge
- 2010/11: Aufstieg in die Super League mit Servette FC Genève